# Maciej Zenon Bordowicz
Maciej Zenon Bordowicz (ur. 16 września 1941 w Mińsku Mazowieckim, zm. 6 października 2009 w Warszawie) – polski aktor, reżyser teatralny, poeta, dramatopisarz, prozaik.

## Życiorys

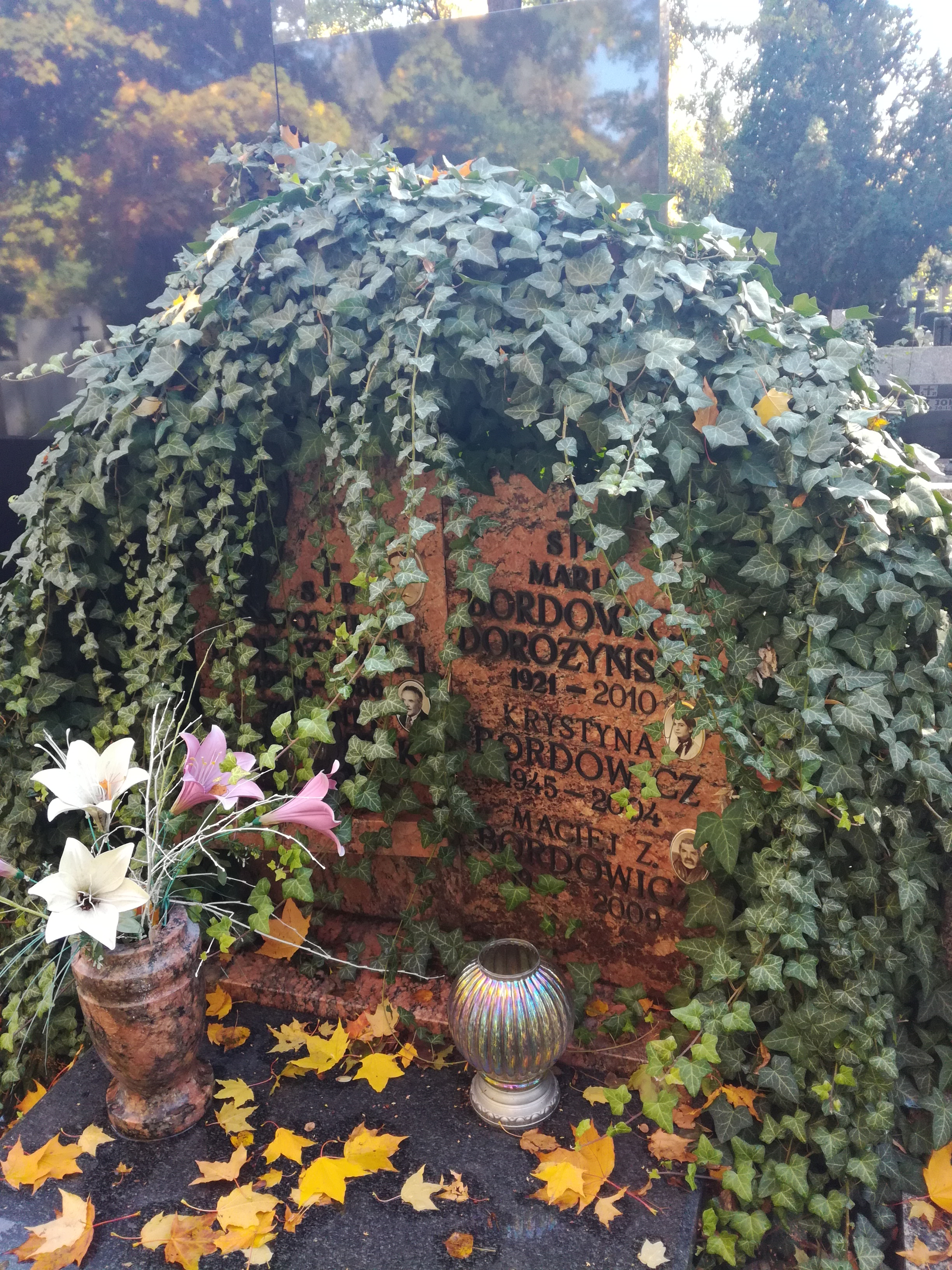
Grób Macieja Z. Bordowicza na cmentarzu Bródnowskim

Urodził się w rodzinie Władysława, górnika, i Marii z domu Sowa. W latach 1946–1950 mieszkał w Kłopotnicy k. Jeleniej Góry, następnie w Rembertowie, gdzie uczęszczał do szkoły średniej, w 1959 r. zdał maturę. Ukończył studia na Wydziale Aktorskim (1963) i Reżyserskim (1967, dyplom 1970) PWST w Warszawie. Pracował jako aktor w warszawskich teatrach: Narodowym (1963–1967), a następnie w Polskim (1967–1970, również jako reżyser). W Teatrze Narodowym grał takie role jak Doktor w Kordianie czy Tadzio w Kurce Wodnej. W 1971 r. wycofał się z aktorstwa. W latach 1971–1974 reżyserował w Teatrze Powszechnym w Łodzi, w 1974–1977 w Teatrze Studio w Warszawie, a następnie ponownie w Teatrze Polskim w Warszawie, w latach 1986–1990 był reżyserem w Teatrze Narodowym.
W 1958 r. debiutował jako poeta wierszem Kobiety z drzewem opublikowanym na łamach 20 numeru „Współczesności”. Był związany z grupą poetycką „Orientacja Hybrydy”. Jako dramatopisarz debiutował sztuką Próba wejścia na parapet wystawioną w 1963. Publikował wiersze, utwory prozą i recenzje m.in. w czasopismach: „Współczesność”, „Kierunki” (1958), „Zwierciadło” (1958), „Żołnierz Polski” (1958), „Nowa Wieś” (1959–1960), „Tygodnik Powszechny” (1959–1961), „Orka” (1960–1961), „Więź” (1961–1963), „Literatura” (1975–1976, 1979, 1981), „Poezja” (1976–1977, 1980, 1984), „Szpilki” (1976–1980). W 1965 został członkiem Związku Literatów Polskich.
Był także autorem sztuk teatralnych, telewizyjnych i słuchowisk. Reżyserował spektakle Teatru Telewizji (1970–1986) oraz współpracował z Teatrem Polskiego Radia jako aktor i reżyser (1965–2001). W czasach PRL należał do PZPR. 
Zmarł w Warszawie, pochowany 21 października 2009 r. w grobie rodzinnym na cmentarzu Bródnowskim (kwatera 16A-2-4).

## Twórczość

### Poezja
- Galaad (1962)
- Wstęp do święta (1965)
- Wielki Tydzień (1967)
- Sezon po mnie (1979)

### Proza
- Orkiestranty (1974)
- Longplay (1977)
- Kaskaderka (1980)
- Święto na zapas (1982)
- Duchota (1988)
- Knockdown (1988)

### Dramat
- Projekt wejścia na parapet (1962)
- Idący o poranku (1964)
- Krematorium (1964)
- Krzyżówka (1964)
- Jam session (1965)
- Psalmy (1966)
- Akty (1967)
- Non stop (1969)
- Mieszkańcy pomników (1970)
- Znajdź kilka szczegółów, którymi różnią się te dwa obrazki (1971)
- Coraz większy spokój (1975)
- Specjalność zakładu (1976)
- Łamanie kołem (1979)
- Bezbronne pomniki (1981)
- Twórcze życie (1985)
- Scenarzyści (1987)
- Wersal (1995)
- Parking społecznie strzeżony (1997)
- Słodkie popołudnia narodu (1999)
- Era Hamletów (2001)

## Scenariusze filmowe
- Ciosy (1981)
- Gry i zabawy (1982)
- Dłużnicy śmierci (1984)
- Zdaniem obrony (1984–1987)

## Reżyseria
- Historia Manon Lescaut (1968)
- Henryk V (1970)
- Wesołe kumoszki z Windsoru (1971)
- Ksiądz Marek (1971)
- Człowiek z La Manchy (1971)
- Król Lear (1972)
- Gwiazda Sewilli (1972)
- Alkad z Zalamei (1973)
- Życie paryskie (1973)
- Zamek na Czorsztynie (1974)
- Mazepa (1975)
- Trzej muszkieterowie (1975)
- Czapka błazeńska (1976)
- Specjalność zakładu (1976)
- Król Edyp (1977)
- Sonata Kreutzerowska (1978)
- Wesele (1982)
- Iwona księżniczka Burgunda (1983)
- Non stop (1986)
- Poskromienie złośnicy (1986)
- I koń się potknie (1988)
- Rewolwer (1989)
- Kraina uśmiechu (1993)
- Chłopcy (1994)

## Ordery i odznaczenia
- Krzyż Komandorski z Gwiazdą Orderu Odrodzenia Polski (2001)[1]
- Krzyż Kawalerski Orderu Odrodzenia Polski (1989)[1]
- Złoty Krzyż Zasługi (1984)
- Srebrny Krzyż Zasługi (1978)[2]
- Medal 40-lecia Polski Ludowej
- Srebrny Medal Za Zasługi dla Obronności Kraju (1979)

Źródło:.

## Nagrody
- II nagroda III Łódzkiej Wiosny Poetów za poemat Palmowa niedziela (1961)
- nagroda Poetycka Młodych Klubu „Hybrydy” i Warszawskiego Klubu Twórczego Młodych za cykl Testament zanim przyjdę (1961)
- nagroda Poetycka Młodych Klubu „Hybrydy” i Warszawskiego Klubu Twórczego Młodych za poemat Tren (1963)
- nagroda na Konkursie Debiutu Dramaturgicznego zorganizowanym przez Teatr Ateneum, „Trybunę Ludu”, „Życie Warszawy” i „Sztandar Młodych” za sztukę Idący o poranku (1964)
- nagroda Forum Poetów „Hybrydy” wraz ze statuetką „Nike” za cykl Zapisy z prób „Kordiana” (1967)
- wyróżnienie w konkursie Polskiego Radia za słuchowisko Plantacja (1967)
- II nagroda w Ogólnopolskim Konkursie Poetyckim o Laur Czerwonej Róży za poemat Autobiografia (1967)
- II nagroda w konkursie Naczelnej Redakcji Programów Artystycznych TV z okazji 25-lecia PRL za widowisko Orkiestranci (1969)
- III nagroda w Konkursie na tv widowisko sensacyjne za tekst Będą was grzebać w zapachu jabłek (1970)

Źródło:.